# Patch Grove (condado de Grant, Wisconsin)
Patch Grove es un pueblo ubicado en el condado de Grant en el estado estadounidense de Wisconsin. En el Censo de 2010 tenía una población de 339 habitantes y una densidad poblacional de 3,98 personas por km².

## Geografía
Patch Grove se encuentra ubicado en las coordenadas 42°56′57″N 90°57′45″O / 42.94917, -90.96250. Según la Oficina del Censo de los Estados Unidos, Patch Grove tiene una superficie total de 85.24 km², de la cual 85.24 km² corresponden a tierra firme y (0%) 0 km² es agua.

## Demografía
Según el censo de 2010, había 339 personas residiendo en Patch Grove. La densidad de población era de 3,98 hab./km². De los 339 habitantes, Patch Grove estaba compuesto por el 99.12% blancos, el 0% eran afroamericanos, el 0% eran amerindios, el 0.29% eran asiáticos, el 0% eran isleños del Pacífico, el 0% eran de otras razas y el 0.59% pertenecían a dos o más razas. Del total de la población el 0% eran hispanos o latinos de cualquier raza.